# Magnolia albosericea
Espèce
Statut de conservation UICN

 VU D1+2 : Vulnérable
Magnolia albosericea est une espèce de plantes à fleurs de la famille des Magnoliacées. C'est un arbre vivant en Asie du Sud-Est.

## Répartition et habitat
Cette espèce est présente en Chine (provinces de Guangdong, Guangxi et Hainan) et au Viêt Nam.